# Kōta Sugiyama
Kōta Sugiyama (jap. 杉山 浩太 Sugiyama Kōta; ur. 24 stycznia 1985) – japoński piłkarz występujący na pozycji pomocnika. Obecnie występuje w Shimizu S-Pulse.

## Kariera klubowa
Od 2003 roku występował w klubach Shimizu S-Pulse i Kashiwa Reysol.